# Federación Costarricense de Fútbol
Die Federación Costarricense de Fútbol (FEDEFUTBOL) ist der nationale Fußballverband Costa Ricas. Derzeitiger Präsident ist Rodolfo Villalobos, gewählt im August 2015 als Nachfolger des wegen Korruptionsvorwürfen verhafteten Eduardo Li Sánchez.
Alle Fußballwettbewerbe werden von denen der FEDEFUTBOL untergeordneten Verbänden UNAFUT (1. Liga, professionell; 1. Jugendliga), LIFUSE (2. Liga, semiprofessionell), LINAFA (3.–5. Liga; Jugend ab 2. Liga) und ADELIFFE (Frauenfußball) organisiert. Die nationale Beachsoccer-Meisterschaft wird von der ADEFUPLA, die Futsalmeisterschaft von der LIFUTSAL organisiert.
Die Fedefutbol ist jedoch für die Ansetzung der Schiedsrichter zuständig, das Sportgericht der FEDEFUTBOL ist für alle Ligen zuständig.